# Tomislav Barbarić
Tomislav Barbarić (* 29. März 1989 in Zagreb, SFR Jugoslawien) ist ein ehemaliger kroatischer Fußballspieler.

## Karriere

### Verein
Mit Dinamo Zagreb nahm Barbarić 2011 an der UEFA-Champions-League-Qualifikation teil und absolvierte dort fünf Spiele. Des Weiteren spielte er in der UEFA Europa League insgesamt sechs Spiele. Dann folgten diverse Ausleihen und 2014 der Wechsel ins Ausland zu SK Sturm Graz. Weitere Stationen waren u. a. FK Sarajevo, KV Kortrijk und der FK Atyrau. Seit Februar 2019 steht er bei HŠK Zrinjski Mostar unter Vertrag. Zwei Jahre später ging er dann weiter zum NK Jarun und ab Sommer 2021 spielte er in Österreich für den SVH Waldbach in der fünftklassigen Oberliga, bei dem er im Januar 2022 seine Karriere beendete.

### Nationalmannschaft
Barbarić durchlief von 2005 bis 2010 sämtliche Nachwuchsnationalteams Kroatiens. Insgesamt bestritt er 22 Juniorenländerspiele und erzielte zwei Tore.

## Erfolge
- Kroatischer Meister: 2008, 2009, 2010, 2011
- Kroatischer Pokalsieger: 2008, 2009, 2011